# Stjenarska iglica
Stjenarska iglica (zdravac, ždralica velekoriena; lat. Geranium macrorrhizum), aromatična zeljasta trajnica iz roda iglica, porodica iglicovke. Raširena je po Europi (uključujući Hrvatsku) od Francuske do Rumunjske i Grčke, te u Turskoj.
Naraste do 40 cm visine. Rizom (podzemna stabljika) je debeo i mesnat, puzeći kada dođe do površine. Listovi su aromatični, mekani i baršunasti, prečnika oko 7 cm., u jesen postaju crvenkasti. Svaki cvijet je širok 1,5-2 cm, s pet zaobljenih, ružičasto-ljubičastih, ružičastih ili rijetko bijelih latica i crvenkastom čaškom. Po tlu stvara gusti pokrivač.
- G. macrorrhizum
- G. macrorrhizum
- G. macrorrhizum
- G. macrorrhizum
- G. macrorrhizum

## Vanjske poveznice
|  | Zajednički poslužitelj ima još gradiva o temi Stjenarska iglica |